# 王喜武
王喜武（1984年12月—），男，汉族，中华人民共和国政治人物。毕业于内蒙古财经学院，经济学学士，中共党员。2024年7月任内蒙古自治区委副秘书长，成为当时内蒙古自治区委最年轻的正厅级干部。後來又兼任內蒙古自治區政研室（改革办）主任。